# Parque nacional Aconquija
El parque nacional Aconquija es un área natural protegida de Argentina creada en la provincia de Tucumán mediante la promulgación de la ley n.º 27451 el 17 de abril de 2018. Comprende un área aproximada de 70 000 ha dividida en dos sectores núcleos. Como integrante del Sistema Nacional de Áreas Protegidas de Argentina, el parque nacional es administrado por la Administración de Parques Nacionales bajo el régimen de la ley n.º 22351. Comprende inmuebles ubicados en los departamentos Tafí del Valle, Chicligasta, Juan Bautista Alberdi, Río Chico y Monteros. La intendencia tiene su sede en la ciudad de Concepción.
El parque nacional Aconquija está compuesto por un área con categoría de parque nacional (el Portal Campo de los Alisos -ex parque nacional Campo de los Alisos- con 16 067 ha) y otra con categoría de reserva nacional compuesta de 52 000 ha integradas por la reserva natural de la defensa El Mollar-Quebrada del Portugués (del Ministerio de Defensa) y ocho inmuebles de dominio privado a ser expropiados. De esta área deben excluirse los terrenos que el Instituto Nacional de Asuntos Indígenas releve como pertenecientes a las comunidades indígenas El Mollar y La Angostura, así como también las obras complementarias a construirse de electrificación, hídricas, hidroeléctricas y viales correspondientes al Complejo Hidroeléctrico Multipropósito de los ríos Las Cañas-Gastona-Medina. Este complejo comprende cuatro obras a realizarse por las provincias de Tucumán y Catamarca y el Estado nacional: presa y embalse Potrero del Clavillo, presa y embalse El Naranjal, variante Ruta Nacional 65 en tramo río Cochuna y Las Estancias, ruta provincial 48: en tramo empalme Ruta Provincial 46 -empalme Ruta Provincial 1.
El clima del parque es subtropical serrano, con notables variaciones debido a la altura.

## Proyecto
La idea de establecer un área protegida en la sierra del Aconquija fue originalmente pensada por el naturalista y profesor tucumano Miguel Lillo (1862-1931) en 1914, quien creó en 1933 la Fundación Miguel Lillo.
La Fundación Flora y Fauna Argentina proyectó adquirir progresivamente inmuebles para diseñar un proyecto de parque nacional de más de 100 000 hectáreas en la sierra del Aconquija, que podría ampliarse a 200 000 ha. El proyecto conectaría el parque nacional Los Alisos y la reserva natural de la defensa Reserva natural de la defensa El Mollar-Quebrada del Portugués con las áreas protegidas provinciales reserva provincial La Angostura, reserva provincial Los Sosa, parque provincial Los Ñuñorcos, reserva forestal La Florida y la reserva provincial Santa Ana. En 2016 el proyecto quedó reducido a 70 000 ha, trabajando en colaboración para su ejecución las fundaciones Flora y Fauna Argentina y Miguel Lillo, un donante europeo, la provincia de Tucumán y la Administración de Parques Nacionales.

## Parque nacional Campo de los Alisos
A propuesta de la Fundación Campos de los Alisos el 10 de noviembre de 1994 la Legislatura de Tucumán sancionó la ley n.º 6603 -promulgada el 5 de diciembre de 1994- mediante la cual cedió la jurisdicción sobre 10 661 ha del departamento de Chicligasta con destino a la creación del parque nacional Campo de los Alisos:

Artículo 1°.- La Provincia de Tucumán, cede al Estado Nacional, la jurisdicción sobre un área de aproximadamente diez mil seiscientos sesenta y una hectáreas (10.661 Has.) ubicadas en la localidad de Alpachiri, Departamento de Chicligasta, cuya nomenclatura catastral y matricula registral se precisan a continuación: circunscripción 1; Sección D; Lámina 88; Parcela 8; Padrón 54.658; Matrícula 27.480; Orden 1; registrada al Libro 16; Serie B; Folio 107; del, Departamento Chicligasta y comprendida entre los siguientes limites: Norte: Rio Las Pavas; Sud: Rio Jaya y Conventillo; Este: unión del Jaya y Conventillo; Oeste: cumbre de los Cerros Nevados, o sea límite con la provincia de Catamarca. Estos límites propuestos, podrán ser objeto de modificaciones, como consecuencia de las operaciones técnicas de deslinde y mensura que deberán efectuarse sobre el terreno.

El 9 de agosto de 1995 fue aceptada esta cesión por el Congreso Nacional mediante la ley n.º 24526, promulgada de hecho el 6 de septiembre de 1995, que creó el parque nacional Campo de los Alisos.
El 14 de septiembre de 2005 la Legislatura de Tucumán sancionó la ley n.º 7646 -promulgada el 14 de octubre de 2005- mediante la cual cedió la jurisdicción sobre 7645 ha para ser incorporadas al parque nacional Campo de los Alisos como ampliación del mismo:

Articulo 1°.- La Provincia de Tucumán cede al Estado Nacional, la jurisdicción territorial sobre un área aproximada de siete mil seiscientas cuarenta y cinco (1.645) hectáreas, ubicadas en la localidad de Alpachiri, Departamento Chicligasta, Estancia Las Pavas, identificada con la siguiente nomenclatura catastral: Circunscripción 1; Sección D; Lámina 88; Parcela 1; Padrón 54639; Matricula 21419; Orden 1; e inscripto en el Registro Inmobiliario en la Matricula Registral NOZ 4360. Los limites podrán ser objeto de modificaciones como consecuencia de las operaciones técnicas de deslinde y mensura que deban efectuarse sobre el terreno.

El 11 de agosto de 2010 fue aceptada por el Congreso Nacional esta cesión mediante la ley n.º 26630, promulgada el 30 de agosto de 2010 por decreto n.º 1211/2010.

## Creación del parque nacional Aconquija

### Cesión de jurisdicción por la provincia de Tucumán
El 28 de diciembre de 2016 la Legislatura de Tucumán sancionó la ley provincial n.º 8980 mediante la cual cedió al Estado Nacional la jurisdicción ambiental y parcial sobre 8 inmuebles:

Artículo 1°. La Provincia de Tucumán cede al Estado Nacional, a los fines de su afectación al régimen de la Ley N° 22.351 de Parques Nacionales, Monumentos Naturales y Reservas Nacionales, la jurisdicción sobre los siguientes inmuebles que a continuación se detallan:
 1) Padrón 483138, denominado "QUEBRADA DEL PORTUGUES/ESTANCIA EL MOLLAR", Matrícula 35234, Orden 398, Circunscripción 1, Sección D, Lámina 287, Parcela 116A 29, ubicado en El Potrerillo, departamento TAFI DEL VALLE.
 2) Padrón 52648, denominado "ESTANCIA JAVA" Matrícula 29871, Orden 1, Circunscripción 1; Sección E; Lámina 577 - Parcela 1, ubicado en Jaya, Alpachiri, departamento CHICLIGASTA.
 3) Padrón 53713, denominado "LAGUNA DEL TESORO", Matrícula 29872,
Orden 1, Circunscripción 1, Sección F, Lámina 577, Parcela 1 A, ubicado en Alpachiri, departamento CHICLIGASTA.
 4) Padrón 53079, denominado "ESTANCIA COCHUNA", Matrícula 29870, Orden 1, Circunscripción 1, Sección F, Lámina 577, Parcela 2 K, ubicado en Cochuna, departamento CHICLIGASTA.
 5) Padrón 66448, denominado "ESTANCIA LOS CUELLO", Matrícula 34902, Orden 6, Circunscripción 2, Sección C, Lámina 476, Parcela 2 B, ubicado en Chavarría, departamento JUAN BAUTISTA ALBERDI.
 6) Padrón 164375, denominado "ESTANCIA EL CHURQUI", Matrícula 34903, Circunscripción 2, Sección C, Lámina 475, Parcela 3, ubicado en Chavarría, departamento JUAN BAUTISTA ALBERDI.
 7) Padrón 770193, Padrón 62178 y Padrón 169319 denominado "ESTANCIAS LAS ANIMAS" Matrícula R-02389 Circunscripción 1, Sección H, Lámina 460, Parcela 20, ubicado en Comuna Monte Bello, departamento RIO CHICO.
 8) Padrón 41475, Matrícula 25034, Orden 163, ubicado en Villa Quinteros, departamento MONTEROS.

La cesión de jurisdicción se realizó bajo las condiciones de que el Estado Nacional crease por ley en el plazo de 5 años el parque nacional Aconquija, incluyendo en él a los 8 inmuebles y al existente parque nacional Campo de los Alisos, la realización de obras hídricas proyectadas en la zona para el aprovechamiento hidroeléctrico y para riego, y que podrán celebrarse convenios con universidades, unidades académicas y de investigación y con la fundación Miguel Lillo. La ley fue promulgada el 16 de enero de 2017.
El 6 de julio de 2007 fue sancionada la ley provincial n.º 9041 -promulgada el 9 de agosto de 2017- que modificó la ley n.º 8980:

En el Artículo 10, Sustituir el Inciso 7), por el siguiente:
 7) Padrón N° 62178 denominado "ESTANCIAS LAS ANIMAS" Matrícula Registral
R-02389 Circunscripción 1, Sección H, Lámina 460, Parcela 2C, Matrícula 50886; Orden 1; ubicado en Comuna Monte Bello, departamento RIO CHICO.
  Incorporar como Inciso 8) nuevo, el siguiente:
 8) Padrón N° 167319, denominado "ESTANCIAS LAS ANIMAS" Matrícula Registral R-02389 Circunscripción 1, Sección H, Lámina 460, Parcela 2B, Matrícula 50886; Orden 1793; ubicado en Comuna Monte Bello, departamento RIO CHICO.
 El Inciso 8), pasa a ser Inciso 9).

La ley también modificó las condiciones especificando las obras hídricas a realizarse:

2). En la Ley Nacional de creación del PARQUE NACIONAL ACONQUIJA, deberá contemplarse la realización de obras hídricas en el marco del Proyecto Hídrico Multipropósito de los Ríos Las Cañas, Gástona y Medina, dejando establecido que sobre el emplazamiento de dichas obras no operará la cesión de jurisdicción ambiental, según se detalla en el mapa que como Anexo se adjunta a la presente norma.

### Ley de creación del parque nacional
El 4 de julio de 2018 fue sancionada la ley nacional n.º 27451 que aceptó la cesión de jurisdicción ambiental hecha por Tucumán y creó el parque nacional Aconquija:

Art. 2º- En cumplimiento de la condición establecida en el artículo 3º, inciso 1°, de la Ley de la provincia de Tucumán 8980 y su modificatoria 9041, los inmuebles comprendidos en el Anexo I y el área comprendida por el Padrón N° 253774, correspondiente al actual Parque Nacional Campo de Los Alisos creado por leyes nacionales 24.526 y 26.630, conformarán un parque nacional y una reserva nacional de acuerdo a las prescripciones de la ley 22.351 y tendrán por nombre “Aconquija”, representando una superficie aproximada total de setenta mil hectáreas (70.000 has).
 A los fines de la presente ley, y reunidos los requisitos previstos en la ley 22.351 -Régimen Legal de los Parques Nacionales, Monumentos Naturales y Reservas Nacionales-, créase:
 I. El Parque Nacional Aconquija, el que estará conformado por el área comprendida por el Padrón N° 253774, correspondiente al actual Parque Nacional Campo de Los Alisos creado por leyes nacionales 24.526 y 26.630. Dicha área representa una superficie total de dieciséis mil sesenta y siete hectáreas (16.067 has).
 El referido Parque Nacional Campo de los Alisos, se denominará “Portal Campo de los Alisos”.
 II. La Reserva Nacional Aconquija, la que estará conformada por los inmuebles identificados en el Anexo II de la presente ley, representando una superficie total aproximada de cincuenta y dos mil hectáreas (52.000 has). En caso de que el Estado nacional adquiera el dominio de dichos inmuebles, los mismos adquirirán ipso facto la categoría de Parque Nacional en los términos de la ley 22.351.
 III. A partir de la respectiva resolución que dictará oportunamente el Instituto Nacional de Asuntos Indígenas, quedara excluida de la Reserva Nacional Aconquija la superficie que resultare del relevamiento técnico, jurídico, catastral en las Comunidades El Mollar y La Angostura en el inmueble detallado en el Anexo II, inciso 7), en virtud de la ley nacional 26.160 y sus prórrogas.

Art. 4º- Acéptanse las condiciones por las que la provincia de Tucumán ha efectuado la cesión de jurisdicción al Estado nacional, previstas en el artículo 3º de la Ley de la provincia de Tucumán 8980 y su modificatoria 9041.
 En lo que respecta a la condición establecida en el artículo 3°, inciso 2) de la Ley de la provincia de Tucumán 8980 y su modificatoria 9041, se excluye de la presente ley la superficie donde se realizarán las obras complementarias de electrificación, hídricas, hidroeléctricas y viales correspondientes al Complejo Hidroeléctrico Multipropósito de los ríos Las Cañas-Gastona-Medina, conforme surge del proyecto que como Anexo III se adjunta –Informe Perfil del Proyecto producido por el Ministerio del Interior Obra Pública y Vivienda de la Nación denominado “Complejo Hídrico Multipropósito de los ríos Las Cañas-Gastona-Medina” de fecha noviembre de 2016-, así como cualquier otra que fuera necesaria realizar a los fines del proyecto que se plantea y ejecuta conjuntamente entre las provincias de Catamarca, Tucumán y el Gobierno de la Nación Argentina.

La ley fue promulgada por decreto n.º 311/2018 de 17 de abril de 2018.
El 9 de noviembre de 2022 fue sancionada la ley nacional n.º 27697 por la cual el Estado nacional aceptó la transferencia de jurisdicción hecha por la provincia de Tucumán (por ley 9309) de 9 inmuebles que amplían el parque nacional: Estancia Arroyo Las Moras, Escaba de Arriba, Estancia Chavarría, Las Chacras, Potrero Los Cabrera, El Divisadero, Estancia Los Alisos y dos denominados Pintos.

## Biodiversidad

### Flora
En la selva pedemontana las especies vegetales predominantes son el aliso (Alnus acuminata), característica del bosque montano entre los 1500 y 2000 metros sobre el nivel del mar, el cebil (Parapiptadenia excelsa), la  tipa (Tipuana tipu), el laurel (laurus nobilis), el tarco (Jacaranda mimosifolia), el palo borracho amarillo (Chorisia insignis) y el horco molle (Blepharocalyx gigantea) entre otros. Estos árboles de gran porte suelen estar prácticamente cubiertos de epífitas como algunas orquídeas y los claveles del aire común (Tillandsia pulchella) y gigante (Tillandsia maxima), entre otras.
Entre los 1 000  y los 1 500 m s. n. m. comienza la selva montana, caracterizada por la gran densidad y la presencia de nogal (Juglans australis), el cedro tucumano (Cedrela lilloi), el saúco (Sambucus peruvianus), el laurel del cerro (Phoebe porphyria), el horco cebil (Piptadenia excelsa), el cochucho (Fagara coco), el mato (Eugenia pungens), el palo San Antonio (Rapanea laetevirens), el ramo (Cupania vernalis) y el chal-chal (Allophylus edulis), entre otros.
A partir de los 1 500 m sigue el bosque montano, donde se encuentran alisos del cerro (Alnus jorullensis) y pinos del cerro (Podocarpus parlatorei) que van desapareciendo para dar lugar a la pradera de altura, con agrupaciones de queñoa (Polylepis australis).

### Fauna
La fauna del parque está representada por guanacos (Lama guanicoe), lobitos de río (Lontra longicaudis), el gato andino (Leopardus jacobitus), la amenazada ranita montana (Telmatobius ceiorum) y el ocelote (Leopardus pardalis), entre otros.
El parque, debido a su especial conformación que abarca varios ambientes fitogeográficos, se destaca por su riqueza ornitológica, que lo incluye dentro de las áreas importantes para la conservación de las aves en Argentina.
 Se ha registrado la presencia de ejemplares de pava de monte (Penelope obscura), aves de hábito acuático como el pato de los torrentes (Merganetta armata) y la garza blanca (Ardea alba), los loros maitaca (Pionus maximiliani), hablador (Amazona aestiva) y el calancate cara roja (Psittacara mitratus), rapaces como el aguilucho común (Geranoaetus polyosoma) o el carancho (Caracara plancus), a los que se suman varias decenas de pájaros cantores.
El parque es hábitat de varias especies amenazadas o vulnerables, como el cóndor andino (Vultur gryphus), el chorlito cordillerano (Phegornis mitchellii), el loro alisero (Amazona tucumana), el vencejo parduzco (Cypseloides rothschildi), el gaucho andino (Agriornis albicauda), el mirlo de agua (Cinclus schulzi) y la monterita canela (Compsospiza baeri).

## Patrimonio cultural
El parque posee importantes sitios arqueológicos, como las ruinas conocidas como Ciudacita o Pueblo Viejo, recintos ceremoniales y otras construcciones que se estiman como algunas de las más meridionales del imperio inca. Están emplazadas a 4400 m s. n. m., en una zona de clima altoandino, con posibilidad de nevadas a lo largo de todo el año. Solo se puede acceder al sitio luego de una caminata y ascenso de 4 días, con acompañamiento de un guía autorizado.